# Helicopsyche kariona
Helicopsyche kariona är en nattsländeart som beskrevs av Ross 1975. Helicopsyche kariona ingår i släktet Helicopsyche och familjen Helicopsychidae. Inga underarter finns listade i Catalogue of Life.